# Trueb
Die Trueb ist ein rund 14 Kilometer langer Bach und rechter Nebenfluss der Ilfis im Schweizer Kanton Bern. Sie entwässert 54,52 Quadratkilometer des Napfberglandes im oberen Emmental.

## Name
Der ursprünglich gleichnamige Ort Trub wurde erstmals 1139 als Trŏba urkundlich erwähnt. Der Name geht auf das althochdeutsche *Truoba „die Trübe“ zurück. Ein alternativer Name ist heute Trubbach.

## Geographie

### Verlauf

#### Oberläufe

##### Fankhusbach
Der Fankhusbach ist der 8,5 km lange linke Oberlauf der Trueb und bildet zusammen mit ihr den hydrologische Hauptstrang des Flusssystems Trueb. Er hat ein Einzugsgebiet von 22,71 km² und einen mittleren Abfluss (MQ) von  0,63 m³/s.
Der Fankhusbach entspringt am Südhang des Hängst (1372 m) wenig östlich des Napf (1408 m) auf dem Gemeindegebiet von Trub direkt an der Grenze zum Kanton Luzern. Der Bach durchfliesst oberhalb von Trub den Fankhusgrabe in südwestlicher Richtung und nimmt hier mehrere Bäche auf, darunter den Hüttebach und vereinigt sich südlich von Trub-Ried mit dem Brandöschbach zur Trueb.

##### Brandöschbach
Der Brandöschbach ist der etwa 6,9 km lange rechte Oberlauf der Trueb und ist hydrografisch betrachtet ein Nebenstrang des Strangs Fankhusbach →Trueb.  Er hat ein Einzugsgebiet von 12,74 km² und einen mittleren Abfluss (MQ) von 0,35 m³/s.
Der Brandöschbach entsteht aus dem Zusammenfluss des rechten Goldbachs mit dem linken Säuberggrabe bei Goldbachbrück. Er fliesst in südlicher Richtung durch den Brandöschgraben und vereinigt sich südlich von Ried mit dem Fankhusbach zur Trueb.

#### Weiterer Verlauf
Die Trueb  durchfliesst die Ortschaft Trub, nimmt den Sältebach und den Twäregrabe auf und mündet schliesslich bei Trubschachen von rechts in die Ilfis.

### Einzugsgebiet
Das 54,52 km² grosse Einzugsgebiet der Trueb liegt in den Emmentaler Alpen und wird über die Ilfis, die Emme, die Aare und den Rhein zur Nordsee entwässert.
Es besteht zu 56,6 % aus bestockter Fläche, zu 39,5 % aus Landwirtschaftsfläche, zu 2,9 % aus Siedlungsfläche und zu 1,0 % aus unproduktiven Flächen.
Die Flächenverteilung
Die mittlere Höhe des Einzugsgebietes beträgt 1031,3 m ü. M.

### Zuflüsse
(Zuflüsse von den Oberläufen bis zur Mündung mit Namen, orographischer Richtungsangabe, Länge in Kilometer, Einzugsgebiet in km², mittlere Abflussmenge in m³/s. Die Namen der Bäche stammen aus dem Geoportal des Kantons Bern.)
- Fankhusbach (linker Oberlauf, Hauptstrang), 8,5 km, 22,71 km², 0,63 m³/s
- Brandöschbach (rechter Oberlauf, Nebenstrang), 6,9 km, 12,74 km², 0,35 m³/s
- Rieglegräbli[5] (links), 0,2 km
- Äschegrabe[6]  (links), 2,5 km, 2,3 km²
- Schlössligräbli[7] (links), 0,2 km
- Zälggrabe[8] (links), 0,5 km
- Sandgrabe[9] (rechts), 0,8 km
- Mätteligrabe[10] (links), 0,9 km
- Rappergrabe (links), 0,5 km
- Sältebach (rechts), 4,8 km, 4,24 km²
- Fluegrabe[11]  (links), 0,8 km
- Oberfeldgräbli[12] (rechts), 0,6 km
- Sidelegrabe[13]   (links), 0,6 km
- Oberfeldhüsigräbli[14] (rechts), 0,5 km
- Underfeldgräbli[15] (rechts), 0,5  km
- Mülistattgräbli[16] (links), 0,5 km
- Neuhusweidligräbli[17] (links), 0,4 km
- Twäregrabe[18] (rechts), 6,2 km, 6,38 km²
- Chalberbodegrabe[19]  (links), 0,5 km
- Häliggrabe[20] (rechts), 1,2 km
- Rigenebächli[21] (rechts), 1,5 km
- Marchzungräbli[22]  (links), 0,8 km
- Antigergräbli[23]   (links), 0,3 km
- Hinders Weggräbli[24] (rechts), 0,8 km
- Heidbüelgräbli[25] (rechts), 0,2 km
- Vorders Weggräbli[26] (rechts), 0,7 km
- Sagibach[27][28]  (linke Abzweigung), 0,7 km
- Unders Wegmattgräbli[29]  (rechts), 0,3 km

## Hydrologie
Bei  der Mündung der Trueb in die Ilfis beträgt ihre modellierte mittlere Abflussmenge (MQ) 1470 l/s. Ihr Abflussregimetyp ist nivo-pluvial préalpin und ihre Abflussvariabilität beträgt 20.